# Esqualeno-sintase
Esqualeno-sintase (SQS) é uma enzima localizada na membrana do retículo endoplasmático. A enzima participa na via biosintética isoprenoide, catalizando uma reação de duas vias na qual duas moléculas idêntica de farnesil-pirofosfato são convertidas em esqualeno, com o consumo de NADPH. A catálise da SQS é o primeiro passo na síntese do esterol, já que o esqualeno produzido é convertido exclusivamente em vários esterois, como o colesterol, por via de um complexo e multi-segmentado caminho. A esqualeno-sintase pertence a família de proteínas esqualeno/fitoeno. Está presente em animais, plantas e leveduras.